# Sava-Arangel Čestić
Sava-Arangel Čestić (en serbe : Сава-Арангел Честић), né le 19 février 2001 à Offenbach-sur-le-Main en Allemagne, est un footballeur international serbe qui joue au poste de défenseur central à l'Heracles Almelo.

## Biographie

### En club
Sava-Arangel Čestić naît à Offenbach-sur-le-Main en Allemagne, il est notamment formé par le FC Schalke 04, avant de rejoindre le 1. FC Cologne en 2019. C'est avec ce club qu'il commence sa carrière professionnelle. Il est intégré à l'équipe première par Markus Gisdol lors de l'été 2020. Il joue son premier match en professionnel le 28 novembre 2020, contre le Borussia Dortmund en championnat. Il est titularisé ce jour-là dans une défense à trois aux côtés de Sebastiaan Bornauw et Rafael Czichos (en). Son équipe s'impose ce jour-là au Signal Iduna Park sur le score de deux buts à un,. Deux jours après ses débuts, il prolonge son contrat avec le FC Cologne jusqu'en 2024.
En janvier 2022, Sava-Arangel Čestić rompt son contrat avec le FC Cologne d'un commun accord. Le joueur se retrouve ainsi libre de s'engager où il le souhaite.
Libre de tout contrat après son départ du HNK Rijeka en juin 2022, Sava-Arangel Čestić s'engage le 21 décembre 2022 en faveur de l'Heracles Almelo. Il signe un contrat courant jusqu'en juin 2026.

### En sélection
Sava-Arangel Čestić est éligible pour jouer pour l'Allemagne ou la Serbie, mais c'est la Serbie qu'il représente avec les équipes de jeunes, notamment avec les moins de 18 ans.
Le 30 mars 2021 il joue son premier match avec l'équipe de Serbie espoirs face à la Turquie. Il est titularisé lors de cette rencontre remportée par son équipe (0-1 score final).
Sava-Arangel Čestić est convoqué pour la première fois avec  l'équipe nationale de Serbie pour des matchs amicaux en juin 2021. Il honore sa première sélection avec la Serbie lors de ce rassemblement, le 7 juin 2021 contre la Jamaïque. Il est titularisé puis remplacé à la mi-temps par Strahinja Pavlović. Les deux équipes se neutralisent ce jour-là (1-1 score final).